# A Grama-öböl sziklafeliratai
A Grama-öböl sziklafeliratai (albán mbishkrimet shkëmbore në Gjirin e Gramës) mintegy ezerötszáz, az i. e. 3. század és a 15–16. század között keletkezett sziklafeliratot magában foglaló régészeti leletegyüttes Délnyugat-Albániában, Vlora megyében, a Jón-tengernek a Rrëza e Kanalit hegység délnyugati oldala képezte partvidékén, a Grama- vagy Gramai-öbölben (Gjiri i Gramës). Napjainkban alig 100 méteres tengerpartja kedvelt, hajóval megközelíthető fürdőhely, tengeri strand. Az öböl neve görög eredetű, a feliratokra utaló, ’betű’ jelentésű gramma / γράμμα szóra megy vissza.

## Története és leírása
A szárazföld felől csak nagy nehézségekkel megközelíthető parányi, mindössze 3 hektáros, a tenger felől jól védett, forrásvízben bő öböl a történelem során kedvelt menedéke és kikötőhelye volt az Otrantói-szorosban hajózóknak. Az innen mintegy 12 kilométerre északra az i. e. 7. században euboiai görög gyarmatosítók által alapított Órikosz városa az i. e. 3. században kőbányaként hasznosította az öblöt körbeölelő sziklafalat. Egyes történeti munkák szerint a Caesar-féle polgárháború során, i. e. 48-ban Iulius Caesar seregével itt szállt partra, hogy megütközzön Pompeiusszal. Valószínűbb azonban, hogy az északabbra fekvő mai Vlorai-öböl vagy a délebbi palasai tengerpart szolgált illíriai hadjárata kiindulópontjául.
Az öböl keleti partját szegélyező felhagyott kőfejtő falán az órikoszi kőfejtők hagyták maguk után az első feliratokat az i. e. 3. században. Az ezt követő csaknem két évezredben az itt kikötő tengerészek, hadihajók legénysége, kereskedők és kalózok is elhelyezték névjegyüket a sziklafalon, többnyire saját és hajójuk nevét hagyva az utókorra. Ennek eredményeként mintegy ezerötszáz régészeti értékű vésett felirat található a Grama-öböl partján. Az „itt jártam” típusú, a modern graffiti történelmi előképéül szolgáló feliratokat a sziklafalban kialakított négyszög, címer, ház vagy kör alakú, gyakran reliefkerettel rendelkező mélyedésekbe vésték bele. Többségük ógörög és latin nyelvű, de a Grama-öböl fontos lelőhelye az illírrel rokonságot mutató messzáp nyelvnek, sőt, a későbbi évszázadokból találni bizánci középgörög és oszmán-török feliratokat is. A két legnevezetesebb falvéset egyike Pompeius i. e. 48 eleji itt jártát örökíti meg, a másik pedig V. Ióannész bizánci császárra emlékeztet, aki 1369 körüli hajóútja során pihent meg az öbölben. Lucius Cornelius Sulla ugyan nem járt itt, de VI. Mithridatész pontoszi király ellen az i. sz. 86-ban befejezett győztes háborúja után elrendelte, hogy dicsőségének egy falvésettel állítsanak emléket a Grama-öbölben. Ezek mellett megtalálhatóak a nagy Pompeius fia, Gnaeus Pompeius és Dyrrachium i. sz. 1. századi duumvirjének, Titus Statilius Taurusnak a kézjegyei is.
Az „itt jártam” feliratok keletkezése nem ért véget a 15. századdal, több későbbi, de régészeti értékkel nem bíró feliratot, graffitit találni a későbbi évszázadokból is. A 19–20. századi himarióta görög feliratok mellett számottevőek a 20. század második felében, a kommunizmus évtizedeiben elzárt katonai területen szolgáló sorkatonák graffitijai.